# 斯庫爾希馬特 (亞利桑那州)
斯庫爾希馬特（英語：Sikul Himatk）是位於美國亞利桑那州皮馬縣的一個非建制地區。該地的面積和人口皆未知。

## 地理
斯庫爾希馬特的座標為32°06′54″N 112°02′18″W / 32.11500°N 112.03833°W，而該地的平均海拔高度為657米（约2155.51英尺）。